# Bubo Na Tchuto
 José Américo Bubo Na Tchuto (nascut el 12 de juny de 1952 a Incalá, Bedanda, regió de Tombali) és un ex-almirall de Guinea Bissau i antic cap d'estat major de l'Armada de Guinea Bissau entre 2003 i 2008. És considerat un baró de la droga i des de 2010 era acusat pels Estats Units, per lligams amb el narcotràfic juntament amb l'encara cap d'estat major de les Forces Aèries Ibraima Papa Camará.

## Biografia
De ben jovenet es va unir a les guerrilles del PAIGC i lluità en la guerra d'independència de Guinea Bissau, destacant al front sud sota el comandament de Nino Vieira i al front oriental (1969-1970) sota la direcció de Paulo Correia. En 1974 fou transferit a la branca naval de les Forces Armades Revolucionàries del Poble (FARP) i de 1975 a 1979 va estudiar a l'Escola Naval Militar d'Odessa, a l'antiga URSS. En tornar fou nomenat comandant de la Base Naval de Bissau, però es va veure implicat en el suposat cop d'estat del 17 d'octubre de 1985 amb Paulo Correia i Batista Tagme Na Waie i fou empresonat. Es va reintegrar a la Marina en 1988 i en 1997 participà en la força de pacificació enviada a Zaire.
Durant la guerra civil de Guinea Bissau (1998-1999) va formar part de la junta que va destituir al president Nino Vieira, formant part de les tropes que assaltaren el palau presidencial. En 2000 va formar part de les tropes lleials al president Kumba Ialá que van matar el colpista Ansumane Mané. Després de la mort de Veríssimo Correia Seabra en 2004 fou nomenat cap d'estat major de la Marina. En 2005 fou un dels caps militars que va donar la benvinguda al president Vieira, però el 6 d'agost de 2008 va intentar un cop d'estat contra ell i hagué de fugir a Gàmbia. Un any després va tornar a territori guineà i es va aixoplugar a l'edifici de l'UNOGBIS a Bissau. Bubo Na Tchuto seria un dels caps de la revolta militar de 2010 a Guinea Bissau, amb el suport d'António Indjai, contra el govern. Alhora, és apuntat pel Departament del Tresor dels Estats Units com el principal narcotraficant de Guinea Bissau des de 2006, acusació que refusa.
En desembre de 2011 fou arrestat sota l'acusació d'organitzar un cop d'estat. Fou alliberat arran del cop d'estat de 2012, però poc després fou posat novament sota arrest domiciliari. Segons els fiscals, fou aleshores quan va suggerir que havia arribat el moment d'utilitzar Guinea Bissau per passar droga de contraban.

## Detenció i judici
El 3 d'abril de 2013, Bubo Na Tchuto, Papis Djeme, Tchamy Yala, Manuel Mamadi Mané i Saliu Sisse foren capturats en aigües internacionals vora Cap Verd durant una operació de la Drug Enforcement Administration dels Estats Units i de Cap Verd i extradits als Estats Units per a ser jutjats pel tribunal del districte dels Estats Units per al Districte Sud de Nova York a Manhattan en un avió privat que va sortir de l'illa de Sal.
Va ser jutjat al dia 5 d'abril, tres dies després de la seva detenció, juntament amb Manuel Mamadi Mane, Saliu Sisse, Papis Djeme i Tchamy Yala. Na Tchuto, Djeme i Yala s'enfronten a càrrecs de conspiració per importar drogues als EUA, mentre que Mane, Sisse, i dos homes colombians, que van ser detinguts per separat, van ser acusats de conspirar per participar en narcoterrorisme, importació de drogues als EUA i proporcionar ajuda a les FARC mitjançant l'emmagatzematge de la cocaïna a l'Àfrica Occidental.